# Edwin Santibáñez
Edwin Santibáñez Noé (Torreón, Coahuila, México, 1 de febrero de 1980) es un exfutbolista mexicano. Jugaba de mediocampista y su último equipo fue el León en la Liga MX.

## Trayectoria
Santibáñez fue producto de las fuerzas básicas del Club América, equipo con el que debutó en 1998, sin embargo al ser desechado por el Club América, fue trasladado para tener mayor regularidad con el Club San Luis. En 2004, tras el descenso del San Luis FC, Santibáñez fue transferido al CF Pachuca, equipo con el cual jugó hasta 2006 sin ver mucha actividad. 
Posteriormente, fue mandado al entonces filial de ascenso de Pachuca, Indios de Ciudad Juárez. En Indios, Santibáñez fue pieza fundamental para lograr el ascenso el 2008. Asimismo, mantuvo la titularidad con el cuadro fronterizo mientras esté jugó en Primera División, destacando el torneo Clausura 2009 donde CF Indios clasificó sorprendentemente a la liguilla tras eliminar a CD Guadalajara y Cruz Azul para después eliminar en la liguilla al vigente campeón y entonces líder de la competencia, el Deportivo Toluca para lograr un histórico pase a semifinales. 
Santibáñez jugó un año más con CF Indios tras su descenso en 2010, hasta 2011 cuando el equipo se vio posicionado en problemas económicos que forzó su desaparición poco tiempo después. 
En 2011, Santibáñez fichó por el Club León de la Liga de ascenso, equipo con el cual lograría el ascenso a Primera División en 2012, tras una década de ausencia. En 2013, anunció su retiro de las canchas.

## Selección nacional
Ha sido internacional con la Selección de fútbol de México Sub-17.

### Participaciones en Copas del Mundo
| Mundial                               | Sede   | Resultado    |
| ------------------------------------- | ------ | ------------ |
| Copa Mundial de Fútbol Sub-17 de 1997 | Egipto | Primera fase |

## Clubes
| Club                    | País   | Año       |
| ----------------------- | ------ | --------- |
| San Luis F.C.           | México | 2002-2004 |
| C.F. Pachuca            | México | 2004-2006 |
| Indios de Ciudad Juárez | México | 2006-2010 |
| Club León               | México | 2011-2013 |